# Hydroelektrometalurgia
Hydroelektrometalurgia – dział metalurgii łączący elektrometalurgię i hydrometalurgię. Głównym zadaniem hydroelektrometalurgii jest wydzielanie metali z rud oraz oczyszczanie ich poprzez elektrolizę wodnego roztworu ich soli. W skali przemysłowej metoda ta jest stosowana do otrzymywania miedzi oraz cynku.